# Hans-Dieter Diehl (Fußballspieler, 1951)
Hans-Dieter Diehl (* 30. März 1951 in Schrecksbach) ist ein ehemaliger deutscher Fußballspieler.

## Karriere
Diehl begann seine Profikarriere beim 1. FC Kaiserslautern in der Saison 1975/76. Seinen ersten Einsatz in der Bundesliga hatte er am 19. September 1975 gegen den VfL Bochum (2:1). Kurz nach Saisonbeginn 1976/77 wechselte er zum Zweitligisten KSV Baunatal, bei dem er bis zum Abstieg der Hessen in die Oberliga 1979 einen Stammplatz in der Abwehr hatte. Nach der Saison 1979/80 verließ Diehl den Verein aus Nordhessen.

## Statistik
| Liga          | Spiele (Tore) |
| ------------- | ------------- |
| Bundesliga    | 09 (1)        |
| 2. Bundesliga | 90 (1)        |
| Wettbewerb    |               |
| DFB-Pokal     | 08 (0)        |